# Olive, the Other Reindeer
Pour plus de détails, voir Fiche technique et Distribution.
Olive, the Other Reindeer est un téléfilm de Noël d'animation américain réalisé par Oscar Moore, sorti en 1999.

## Synopsis
L'histoire suit une Jack Russell terrier anthropomorphe nommée Olive. Un jour en ville, elle rencontre Martini, un manchot escroc récemment renvoyé du zoo de la ville, à qui elle achète une montre Rolex contrefaite. En rentrant chez elle, elle trouve son maître, Tim, triste en pansant qu'il « n'y aura pas de Noël », et déçu qu'Olive ne se comporte pas comme un chien normal. En écoutant la radio pour se réconforter avec de la musique, elle entend un reportage indiquant que Blitzen, l'un des rennes du Père Noël, ne pourra pas voler cette année et que « tous les autres rennes » devront compenser. Sa puce domestique convainc Olive que le reportage disait en vérité « Olive, les autres rennes ». Lorsque Tim tente de s'excuser, la puce déforme tellement l'excuse qu'Olive pense que Tim la déteste. Bouleversée, elle s'enfuit, espérant sauver Noël et regagner l'affection de Tim.
En chemin vers la gare routière, un facteur mécontent apprend le projet d'Olive et jure de le contrecarrer, déclarant qu'il veut ruiner Noël parce qu'il ne supporte pas la pression supplémentaire sur le système postal pendant la période des fêtes (il sera plus tard révélé que sa première apparition sur la liste des enfants sages déclencha une spirale descendante le rendant plus vengeur et encore plus méchant). Après avoir échappé de justesse à une tentative du facteur de l'accuser de fraude postale et de l'arrêter avec l'aide de Martini, Olive et Martini prennent un bus en direction du Pôle Nord, le facteur sur leurs talons.
Lors d'une escale à Arctic Junctoin, Olive et Martini s'arrêtent dans un restaurant où le facteur les attends déguisé en serveuse et enlève Olive. Elle parvient à s'échapper en trouvant une lime métallique dans un colis adressé à elle de la part d'un « Deus ex machina ». Elle fuit, mais rate son bus de correspondance. Dans un bar voisin, les habitants sont d'abord hostiles avant qu'Olive ne les convainque de renouer avec l'esprit de Noël, ce qu'ils font. Round John Virgin, le propriétaire du bar, emmène Olive et Martini en personne jusqu'à la base du Pôle Nord. À l'entrée, le garde de sécurité leur refuse l'accès ; Martini élabore un plan complexe pour convaincre le garde de désactiver le système de sécurité et faire entrer Olive. Le facteur les suit, livrant un colis de lettres contrefaites pleines d'insultes à l'attention du Père Noël. Les lettres parviennent presque à convaincre le Père Noël qu'il est justifié d'annuler les fêtes, avant qu'Olive ne remarque qu'elles n'ont pas de cachets postaux. Olive prend la place de Blitzen, mais peine à suivre le rythme du vol.
À la première maison, le Père Noël se rend compte que son sac a été échangé contre des publicités ; Olive utilise l'odeur pour retrouver la trace, conduisant le traîneau jusqu'à la camionnette du facteur, où celui-ci a aussi capturé Martini. Ils récupèrent les cadeaux et sauvent Martini, tandis qu'Olive transforme des enveloppes en carton en ailes pour l'aider à voler. En raison de la capacité de vol réduite à cause de l'absence du renne, Martini doit trouver son propre moyen de rentrer, mais Olive parvient à livrer les cadeaux à travers le monde. Juste avant d'arriver chez elle, le traîneau est entouré de brume épiasse ; le Père Noël utilise l'odorat d'Olive pour ramener le traîneau au Pôle Nord (puisque Rudolph n'est qu'une légende urbaine). Le Père Noël et les rennes remercient Olive pour son aide et lui offrent des oreilles de rennes honoraires avant que Comet ne la ramène chez elle. De retour, Olive se réconcilie avec Tim, qui est heureux de la voir et fier de son courage. Martini est désormais facteur, tandis que l'ancien facteur a été équipé de ruban adhésif et d'ailes en carton pour devenir le nouveau manchot du zoo de la ville.

## Fiche technique
Sauf indication contraire, les informations mentionnées dans cette section peuvent être confirmées par les bases de données cinématographiques IMDb et Allociné,  présentes dans la section « Liens externes ».
- Titre original : Olive, the Other Reindeer
- Réalisation : Oscar Moore
- Scénario : Steve Young, d'après l'œuvre de J. Otto Seibold et Vivian Walsh
- Musique : Christopher Tyng
- Direction artistique :
- Décors :
- Costumes :
- Photographie :
- Son : David E. Stone
- Montage : Paul D. Calder
- Animation : John A. Davis
- Production : Keith Alcorn, Alex Johns et Michael Stipe
  - Production déléguée : Drew Barrymore, Claudia De La Roca, Matt Groening et Nancy Juvonen
- Sociétés de production : DNA Productions, Flower Films, The Curiosity Company, Touchstone Television et 20th Century Animation
- Sociétés de distribution : 20th Century Studios, ABC Family, Cartoon Network et Nickelodeon
- Pays de production :  États-Unis
- Langue originale : anglais
- Genre : Animation
- Durée : 45 minutes
- Date de diffusion :
  - États-Unis et Canada : 17 décembre 1999
  - France : 9 décembre 2001

## Distribution
Sauf indication contraire, les informations mentionnées dans cette section peuvent être confirmées par les bases de données cinématographiques IMDb et Allociné,  présentes dans la section « Liens externes ».
- Drew Barrymore : Olive
- Dan Castellaneta : le facteur
- Joe Pantoliano : Martini
- Edward Asner : le Père Noël
- Peter MacNicol : Fido, la puce
- Tim Meadows : Richard Stans
- Jay Mohr : Tim
- Michael Stipe : Schnitzel
- Tress MacNeille : la Mère Noël, la journaliste et une inuit
- Matt Groening : Arturo l'elf
- Billy West : un inuit
- Diedrich Bader : le gardien du zoo
- David Herman : le gardien du pôle Nord
- Mitch Rouse : Round John Virgin et Comet
- Kath Soucie : Rhoda et la vendeuse de ticket